# Troyon (Aisne)
Troyon est une localité de Vendresse-Beaulne et une ancienne commune française, située dans le département de l'Aisne en région Hauts-de-France.
Elle a fusionné en 1809 avec Vendresse pour former la commune de Vendresse-et-Troyon. Au lendemain de la Première Guerre mondiale, Vendresse-et-Troyon est regroupé le 9 septembre 1923 avec la commune de Beaulne-et-Chivy, considérée comme détruite lors de cette guerre. La nouvelle a pris le nom de Vendresse-Beaulne.

## Toponymie
Le nom de la localité est attesté sous les formes Troion (1136) ; Troiun (1164) ; Troyon-en-Laonnois (1675) ; Troions (1698).

## Histoire
La commune de Troyon a été créée lors de la Révolution française. En 1809, elle fusionne avec la commune voisine de Vendresse et la nouvelle entité prend le nom de Vendresse-et-Troyon. Au lendemain de la Première Guerre mondiale, Vendresse-et-Troyon est regroupé le 9 septembre 1923 avec la commune de Beaulne-et-Chivy, considérée comme détruite lors de cette guerre. La nouvelle a pris le nom de Vendresse-Beaulne.

## Administration
Jusqu'à sa fusion avec Vendresse en 1819, la commune faisait partie du canton de Craonne dans le département de l'Aisne. Elle appartenait aussi à l'arrondissement de Laon depuis 1801 et au district de Laon entre 1790 et 1795. La liste des maires de Vendresse est :
| Période                                  | Période | Identité | Étiquette | Qualité |
| ---------------------------------------- | ------- | -------- | --------- | ------- |
|                                          |         |          |           |         |
| Les données manquantes sont à compléter. |         |          |           |         |

## Démographie
Jusqu'en 1809, la démographie de Troyon était :
| 1793 | 1800 | 1806 | 1821 |
| ---- | ---- | ---- | ---- |
| 76   | 81   | 73   | 82   |